# Tom Buk-Swienty
Tom Buk-Swienty (født 19. juli 1966 i Eutin) er en dansk historiker, journalist og forfatter, der blandt andet er kendt for sine to bøger om den dansk-tyske krig i 1864, Slagtebænk Dybbøl (2008) og Dommedag Als (2010). Disse bøger har inspireret til DR drama-tv-serien 1864 instrueret af Ole Bornedal.
Buk-Swienty er vokset op i Sønderborg.
Buk-Swienty er cand. mag. i historie og amerikanske samfundsstudier fra Københavns Universitet og University of California. Han var i perioden 1994-2005 journalistisk medarbejder og USA-korrespondent ved Weekendavisen og herefter lektor ved Syddansk Universitet i Odense frem til 2010. Han er i dag selvstændig forfatter og blev i 2014 adjungeret professor i historie ved Syddansk Universitet.
Hans forfatterkarriere blev indledt under hans USA-ophold, hvor han skrev bøger med udgangspunkt i dette land. Efter returneringen til Danmark gav han sig til at nærstudere krigen i 1864, og det kom der i første omgang Slagtebænk Dybbøl ud af. Bogen fik en flot modtagelse og modtog flere priser, heriblandt Årets historiske bog, der uddeles af Dansk Historisk Fællesråd.. Bogen dannede forlæg for Klaus Birch dokumentarfilm Slagtebænk Dybbøl fra 2014.
Succesen med Slagtebænk Dybbøl affødte opfølgeren Dommedag Als to år senere. Denne bog blev også nomineret til Årets historiske bog, dog uden at vinde. I 2013 udgav han det første bind i en tobindsbiografi om Wilhelm Dinesen, Karen Blixens far, Kaptajn Dinesen. Ild og Blod og andet bind, Kaptajn Dinesen. Til døden os skiller, udkom oktober 2014. Kaptajn Dinesen blev nomineret til Årets historiske bog.
I 2021 udkom han med bogen Undervejs om Margrethe 2., hvor dronningen fortalte om sit liv fra 1940-1972. Året efter fulgte Safari fra helvede om de knap 30 sønderjyder, der i det tyske kejserriges tjeneste under 1. verdenskrig blev sendt på hemmelig mission til Tysk Østafrika.

## Priser og hædersbevisninger
- Årets historiske bog, 2008 (for Slagtebænk Dybbøl)
- Årets faglitterære pris, 2009
- Søren Gyldendal-prisen, 2010
- Læsernes Bogpris, 2011
- Rungstedlund-prisen for biografien om Wilhelm Dinesen, 2015
- Rødekro Kulturpris, 2016[6]